# Kaczorowy (gromada w powiecie płońskim)
Kaczorowy (do 30 XII 1959 Cywiny-Dynguny; od 1 I 1969 Niedarzyn) – dawna gromada, czyli najmniejsza jednostka podziału terytorialnego Polskiej Rzeczypospolitej Ludowej w latach 1954–1972.
Gromady, z gromadzkimi radami narodowymi (GRN) jako organami władzy najniższego stopnia na wsi, funkcjonowały od reformy reorganizującej administrację wiejską przeprowadzonej jesienią 1954 do momentu ich zniesienia z dniem 1 stycznia 1973, tym samym wypierając organizację gminną w latach 1954–1972.
Gromadę Kaczorowy siedzibą GRN w Kaczorowach utworzono 31 grudnia 1959 w powiecie płońskim w woj. warszawskim w związku z przeniesieniem siedziby GRN gromady Cywiny-Dynguny z Cywin-Dyngun do Kaczorów i zmianą nazwy jednostki na gromada Kaczorowy; równocześnie do nowo utworzonej gromady Kaczorowy włączono obszar zniesionej gromady Drozdowo (bez wsi Śródborze).
1 stycznia 1969 gromadę Kaczorowy zniesiono, przenosząc siedzibę GRN z Kaczorów do Niedarzyna i zmieniając nazwę jednostki na gromada Niedarzyn.